# بدشنو
بدشنو (به آلمانی: Bad Schönau) یک منطقهٔ مسکونی در اتریش است که در ناحیه وینر نوی‌اشتات-لاند واقع شده‌است. بدشنو ۱۳٫۵۸ کیلومتر مربع مساحت دارد ۴۹۰ متر بالاتر از سطح دریا واقع شده‌است.